# Discografia de Black Eyed Peas
A discografia dos Black Eyed Peas, uma banda norte-americana de hip hop, é composta por 7 álbuns de estúdio, dois álbuns de compilação, dois extended plays (EP's), 29 singles e dois álbuns de vídeo.
A Interscope Records lançou seu álbum de estreia, Behind the Front, nos Estados Unidos em Junho de 1998. Embora o álbum recebeu quatro estrelas de uma revisão do Allmusic, ele ficou com posições baixas na Billboard 200, dos EUA, e na French Albums Chart, nos número #129 e #149, respectivamente. O segundo álbum da banda, Bridging the Gap, foi lançado em 2000, sua mais alta posição nos Estados Unidos foi a de número 67. Porém, seu melhor desempenho, deu-se na Nova Zelândia, onde Bridging the Gap alcançou número #18, como a melhor.
Em Junho de 2003, a banda lançou seu terceiro álbum, Elephunk, que incluía os singles "Where Is the Love?", o primeiro single internacional #1 da banda, "Shut Up", "Hey Mama" e "Let's Get It Started". Devido ao sucesso obtido por eles, o álbum atingiu o #14 na Billboard 200, dos EUA, mostrando um claro salto de popularidade da banda no país. Segundo a RIAA, foi certificado em 2x Disco de Platina. Alcançou a posição número um na Australian Albums Chart, número dois na Canadian Albums Chart, French e New Zealand Albums Chart e número três no UK Albums Chart. O quarto álbum, intitulado Monkey Business (2005), chegou a posição número dois e número um em muitos países. Gerou seus dois singles com a mais alta posição na Billboard Hot 100 na época, "Don't Phunk With My Heart" e "My Humps", ambos chegaram a número três.
Os Black Eyed Peas lançaram seu quinto álbum de estúdio, The E.N.D., em Junho de 2009. Tornou-se o álbum com maior posição nas tabelas dos EUA, atingindo o número um. O primeiro single do álbum, "Boom Boom Pow", lançado em 10 de Março de 2009, chegou ao número um na Billboard Hot 100, tornando-se o primeiro hit número um da banda nos EUA, e sustentou a primeira posição por doze semanas até que o segundo single do álbum, "I Gotta Feeling", o substituiu. "I Gotta Feeling", lançado em 21 de Maio de 2009, também substituiu "Boom Boom Pow" no topo das tabelas do Canadá e Austrália, e chegou ao número um em vários outros países, incluindo o Reino Unido. O terceiro single do álbum, "Meet Me Halfway", lançado em 22 de Setembro de 2009 nos Estados Unidos e 2 de Outubro de 2009 na Austrália, atingiu o pico número um na Austrália, Alemanha e Reino Unido e alcançou o top dez nos EUA. O quarto single, "Imma Be", lançado em 12 de Janeiro de 2010, tornou-se o terceiro single número um do grupo, na Billboard Hot 100. Em Novembro de 2010, o grupo já havia vendido cerca de 28 milhões de álbuns e 31 milhões de músicas em todo o mundo. Os Black Eyed Peas lançaram o seu sexto álbum de estúdio, The Beginning, em 26 de Novembro de 2010. O primeiro single do conjunto, "The Time (The Dirty Bit)", lançado em 9 de Novembro de 2010, chegou a número 1 no UK Singles Chart em 12 de Dezembro de 2010. O segundo single, "Just Can't Get Enough", foi lançado em Fevereiro de 2011. O terceiro single foi "Don't Stop the Party", lançado em Maio de 2011.
O sétimo álbum de estúdio, Masters of the Sun Vol. 1 foi lançado no dia 26 de outubro de 2018. O álbum foi o primeiro da banda depois de oito anos e o primeiro creditado como Black Eyed Peas (sem um prefixo 'the') desde "Bridging the Gap" de 2000. O álbum marcou a primeira aparição de J. Rey Soul como membro oficial, após a saída de Fergie do grupono início de 2018. Tendo sido precedido por inúmeros singles e videoclipes, Masters of the Sun Vol. 1" é o último álbum do grupo com a gravadora de longa data Interscope Records.
Em 19 de junho de 2020 a banda lançou seu oitavo álbum de estúdio intitulado Translation que ocupou a posição 52 na Billboard 200. Trazendo músicas com vários nomes da música latina, como Maluma e Shakira. O álbum ainda trás a música do filme "Bad Boys Para Sempre" com J Balvin. A faixa ganhou disco de platina nos EUA.
Desde sua formação, o grupo já vendeu aproximadamente 72 milhões de álbuns e 91 milhões de singles em todo o mundo.

## Álbuns

### Álbuns de estúdio
| Ano                                                                                   | Detalhes do álbum | Melhores posições nas tabelas | Melhores posições nas tabelas | Melhores posições nas tabelas | Melhores posições nas tabelas | Melhores posições nas tabelas | Melhores posições nas tabelas | Melhores posições nas tabelas | Melhores posições nas tabelas | Melhores posições nas tabelas | Melhores posições nas tabelas | Vendas                                             | Certificações (limiares de vendas) |
| Ano                                                                                   | Detalhes do álbum | EUA                           | AUS                           | AUT                           | CAN                           | FRA                           | ALE                           | HOL                           | NZ                            | SUI                           | ING                           | Vendas                                             | Certificações (limiares de vendas) |
| ------------------------------------------------------------------------------------- | --- | ----------------------------- | ----------------------------- | ----------------------------- | ----------------------------- | ----------------------------- | ----------------------------- | ----------------------------- | ----------------------------- | ----------------------------- | ----------------------------- | -------------------------------------------------- | --- |
| 1998                                                                                  | Behind the Front - Lançamento: 30 de junho de 1998 - Gravadora: Interscope (#INT2-90152) - Formato(s): Vinil, CD, cassete, download digital           | 129                           | —                             | —                             | —                             | 149                           | —                             | —                             | —                             | —                             | —                             |                                                    | |
| 2000                                                                                  | Bridging the Gap - Lançamento: 26 de setembro de 2000 - Gravadora: Interscope (#069490662-1) - Formato(s): Vinil, CD, cassete, download digital       | 67                            | 37                            | —                             | —                             | —                             | 82                            | —                             | 18                            | —                             | —                             |                                                    | |
| 2003                                                                                  | Elephunk - Lançamento: 24 de junho de 2003 - Gravadora(s): A&M, Interscope (#0602498606377) - Formato(s): Vinil, CD, download digital                 | 14                            | 1                             | 3                             | 1                             | 2                             | 6                             | 5                             | 2                             | 1                             | 3                             | - : 6 milhões - : 2.5 milhões                      | - : 3× Platina - : 4× Platina - : Ouro - : Ouro - : 7× Platina - : 2× Platina - : 4× Platina - : Ouro - : Ouro - : Platina - : 4× Platina                   |
| 2005                                                                                  | Monkey Business - Lançamento: 27 de maio de 2005 - Gravadora(s): A&M, will.i.am music group (#602498821848) - Formato(s): Vinil, CD, download digital | 2                             | 1                             | 1                             | 1                             | 1                             | 1                             | 1                             | 1                             | 1                             | 4                             | - : 9 milhões - : 4 milhões                        | - : 4× Platina - : 6× Platina - : Ouro - : Platina - : 6× Platina - : Platina - : 2× Ouro - : Platina - : 4× Platina - : 2× Platina - : 3× Platina - : Ouro |
| 2009                                                                                  | The E.N.D. - Lançamento: 9 de junho de 2009 - Gravadora: Interscope - Formato(s): Vinil, CD, download digital                                         | 1                             | 1                             | 1                             | 1                             | 1                             | 1                             | 2                             | 1                             | 2                             | 3                             | - : 12 milhões - : 5.5 milhões                     | - : 5× Platina - : Platina - : 4× Platina - : 5× Platina - : 3× Platina - : Diamante - : 7× Platina - : Ouro - : Platina - : 2× Platina - : 2× Platina      |
| 2010                                                                                  | The Beginning - Lançamento: 30 de novembro de 2010 - Gravadora: Interscope - Formato(s): Vinil, CD, download digital                                  | 6                             | 6                             | 1                             | 1                             | 1                             | 2                             | 1                             | 1                             | 4                             | 8                             | - : 4.2 milhões - : 1.6 milhões - : 450 mil cópias | - : Platina - : Ouro - : Ouro - : Platina - : Diamante - : Ouro - : Platina - : Platina - : Ouro - : Platina - : Ouro                                       |
| 2018                                                                                  | Masters of the Sun Vol. 1 - Lançamento: 26 de outubro de 2018 - Gravadora: Interscope - Formato(s): Vinil, CD, download digital                       | _                             | _                             | _                             | _                             | 112                           | _                             | _                             | _                             | 55                            | _                             |                                                    | |
| 2020                                                                                  | Translation - Lançamento: 19 de junho de 2020 - Gravadora: Epic - Formato(s): Vinil, CD, download digital, streaming                                  | 52                            | _                             | 45                            | 8                             | 13                            | 57                            | 18                            | _                             | 11                            | _                             |                                                    | |
| "—" denota um lançamento que não entrou nas tabelas ou não foi lançado no território. | |                               |                               |                               |                               |                               |                               |                               |                               |                               |                               |                                                    | |

### Álbuns de compilação
| Ano  | Detalhes do álbum |
| ---- | --- |
| 2005 | iTunes Originals – The Black Eyed Peas - Lançamento: 20 de setembro de 2005 - Gravadora(s): Interscope - Formato(s): Download digital |

### Albuns deremix
| Ano  | Detalhes do álbum |
| ---- | --- |
| 2010 | The E.N.D. Summer 2010 Canadian Invasion Tour: Remix Collection - Lançamento: 27 de julho de 2010 - Gravadora(s): Interscope - Formato(s): Download digital |

### Extended plays
| Ano  | Detalhes do álbum |
| ---- | --- |
| 2006 | Renegotiations: The Remixes - Lançamento: 21 de março de 2006 - Gravadora(s): Interscope - Formato(s): CD, download digital                 |
| 2009 | Invasion Of Boom Boom Pow - E.P. Megamix - Lançamento: 5 de Maio de 2009 - Gravadora(s): A&M, Interscope - Formato(s): CD, download digital |

## Singles

### Como banda principal
| Ano                                                                                   | Canção                                           | Melhores posições nas tabelas | Melhores posições nas tabelas | Melhores posições nas tabelas | Melhores posições nas tabelas | Melhores posições nas tabelas | Melhores posições nas tabelas | Melhores posições nas tabelas | Melhores posições nas tabelas | Melhores posições nas tabelas | Melhores posições nas tabelas | Certificações (limiares de vendas)                                                   | Álbum                           |
| Ano                                                                                   | Canção                                           | EUA                           | AUS                           | AUT                           | CAN                           | ALE                           | IRL                           | HOL                           | NZ                            | SUI                           | ING                           | Certificações (limiares de vendas)                                                   | Álbum                           |
| ------------------------------------------------------------------------------------- | ------------------------------------------------ | ----------------------------- | ----------------------------- | ----------------------------- | ----------------------------- | ----------------------------- | ----------------------------- | ----------------------------- | ----------------------------- | ----------------------------- | ----------------------------- | ------------------------------------------------------------------------------------ | ------------------------------- |
| 1997                                                                                  | "Fallin' Up/¿Qué Dices?"                         | —                             | —                             | —                             | —                             | —                             | —                             | —                             | —                             | —                             | —                             |                                                                                      | Behind the Front                |
| 1998                                                                                  | "Joints & Jam"                                   | —                             | —                             | —                             | —                             | —                             | —                             | —                             | —                             | —                             | 53                            |                                                                                      | Behind the Front                |
| 1999                                                                                  | "Karma"                                          | —                             | —                             | —                             | —                             | —                             | —                             | —                             | —                             | —                             | —                             |                                                                                      | Behind the Front                |
| 2000                                                                                  | "BEP Empire/Get Original"                        | —                             | —                             | —                             | —                             | —                             | —                             | —                             | —                             | —                             | —                             | Bridging the Gap                                                                     |                                 |
| 2000                                                                                  | "Weekends" (com participação de Esthero)         | —                             | 94                            | —                             | —                             | 100                           | —                             | —                             | —                             | —                             | —                             | Bridging the Gap                                                                     |                                 |
| 2001                                                                                  | "Request + Line" (com participação de Macy Gray) | 63                            | 21                            | —                             | —                             | 85                            | 45                            | —                             | 10                            | —                             | 31                            | Bridging the Gap                                                                     |                                 |
| 2003                                                                                  | "Where Is the Love?"                             | 8                             | 1                             | 1                             | —                             | 1                             | 1                             | 1                             | 1                             | 1                             | 1                             | - : Ouro - : Ouro - : 2× Platina                                                     | Elephunk                        |
| 2003                                                                                  | "Shut Up"                                        | —                             | 1                             | 1                             | —                             | 1                             | 1                             | 2                             | 1                             | 1                             | 2                             | - : Ouro - : Ouro - : 2× Platina - : Ouro - : Platina - : Platina                    | Elephunk                        |
| 2004                                                                                  | "Hey Mama"                                       | 23                            | 4                             | 4                             | 9                             | 5                             | 5                             | 5                             | 4                             | 3                             | 6                             | - : Ouro - : Ouro                                                                    | Elephunk                        |
| 2004                                                                                  | "Let's Get It Started"                           | 21                            | 2                             | 18                            | 2                             | 18                            | 11                            | 11                            | 6                             | 13                            | 11                            | - : Ouro - : Platina                                                                 | Elephunk                        |
| 2005                                                                                  | "Don't Phunk with My Heart"                      | 3                             | 1                             | 5                             | —                             | 8                             | 4                             | 2                             | 1                             | 3                             | 3                             | - : Ouro - : Platina - : Platina                                                     | Monkey Business                 |
| 2005                                                                                  | "Don't Lie"                                      | 14                            | 6                             | 6                             | —                             | 12                            | 11                            | 4                             | 5                             | 11                            | 6                             | - : Ouro                                                                             | Monkey Business                 |
| 2005                                                                                  | "My Humps"                                       | 3                             | 1                             | 4                             | —                             | 4                             | 1                             | 4                             | 1                             | 3                             | 3                             | - : 2 milhões - : 70 mil - : 2× Platina - : Platina                                  | Monkey Business                 |
| 2006                                                                                  | "Pump It"                                        | 18                            | 6                             | 14                            | 7                             | 19                            | 3                             | 15                            | 2                             | 8                             | 3                             | - : Ouro                                                                             | Monkey Business                 |
| 2009                                                                                  | "Boom Boom Pow"                                  | 1                             | 1                             | 1                             | 1                             | 3                             | 3                             | 1                             | 2                             | 1                             | 1                             | - : Platina - : 8× Platina - : Platina - : Platina - : 5× Platina - : 4× Platina     | The E.N.D.                      |
| 2009                                                                                  | "I Gotta Feeling"                                | 1                             | 1                             | 1                             | 1                             | 1                             | 1                             | 1                             | 1                             | 1                             | 1                             | - : 5× Platina - : 2× Platina - : Diamante - : Platina - : 2× Platina - : 5× Platina | The E.N.D.                      |
| 2009                                                                                  | "Meet Me Halfway"                                | 7                             | 1                             | 1                             | 5                             | 1                             | 2                             | 1                             | 1                             | 3                             | 1                             | - : 2× Platina - : 3× Platina - : 2× Platina - : Platina - : Ouro - : Ouro           | The E.N.D.                      |
| 2010                                                                                  | "Rock That Body"                                 | 7                             | 8                             | 1                             | 2                             | 10                            | 9                             | 3                             | 16                            | 27                            | 11                            | - : Platina - : Ouro                                                                 | The E.N.D.                      |
| 2010                                                                                  | "Imma Be"                                        | 1                             | 7                             | 5                             | 5                             | 49                            | —                             | —                             | —                             | —                             | 55                            | - : 2× Platina - : Platina - : Platina                                               | The E.N.D.                      |
| 2010                                                                                  | "The Time (Dirty Bit)"                           | 4                             | 1                             | 1                             | 1                             | 2                             | 2                             | 2                             | 1                             | 1                             | 1                             | - : Ouro - : Ouro - : Ouro                                                           | The Beginning                   |
| 2011                                                                                  | "Just Can't Get Enough"                          | 3                             | 3                             | 2                             | 5                             | 9                             | 7                             | 2                             | 4                             | 3                             | 3                             | - : 2× Platina - : Ouro - : Ouro - : Platina - : Ouro                                | The Beginning                   |
| 2011                                                                                  | "Don't Stop The Party"                           | 86                            | 16                            | 5                             | 18                            | 6                             | 10                            | 75                            | 9                             | 25                            | 17                            | - : Platina - : Ouro                                                                 | The Beginning                   |
| 2016                                                                                  | "#Wheresthelove" (com partc. The World)          | _                             | 15                            | _                             | _                             | _                             | _                             | _                             | _                             | 41                            | 47                            |                                                                                      | Sem álbum                       |
| 2018                                                                                  | "Ring the Alarm, Pt.1, Pt.2, Pt.3"               | _                             | _                             | _                             | _                             | _                             | _                             | _                             | _                             | _                             | _                             |                                                                                      | Masters of the Sun Vol. 1       |
| 2018                                                                                  | "Constant Pt. 1 & 2" (com partic. Slick Rick)    | _                             | _                             | _                             | _                             | _                             | _                             | _                             | _                             | _                             | _                             |                                                                                      | Masters of the Sun Vol. 1       |
| 2018                                                                                  | "Big Love"                                       | _                             | _                             | _                             | _                             | _                             | _                             | _                             | _                             | _                             | _                             |                                                                                      | Masters of the Sun Vol. 1       |
| 2019                                                                                  | "Be Nice" (com partic. Snoop Dogg)               | _                             | _                             | _                             | _                             | _                             | _                             | _                             | _                             | _                             | _                             |                                                                                      | Sem álbum                       |
| 2019                                                                                  | "Mami" (com Piso 21)                             | _                             | _                             | _                             | _                             | _                             | _                             | _                             | _                             | _                             | _                             |                                                                                      | Sem álbum                       |
| 2019                                                                                  | "Explosion" (com Anitta)                         | _                             | _                             | _                             | _                             | _                             | _                             | _                             | _                             | _                             | _                             |                                                                                      | Sem álbum                       |
| 2019                                                                                  | "Ritmo (Bad Boys for Life)" (com J Balvin)       | 26                            | 100                           | 67                            | 31                            | 24                            | 53                            | 72                            | _                             | 6                             | _                             | - : Platina - : Ouro - : Ouro                                                        | Bad Boys for Life e Translation |
| 2020                                                                                  | "Mamacita" (Com Ozuna e J Rey Soul)              | 62                            | _                             | 44                            | 11                            | 31                            | _                             | 6                             | _                             | 7                             | _                             | - : Ouro                                                                             | Translation                     |
| 2020                                                                                  | "Feel the Beat" (com Maluma)                     | _                             | _                             | _                             | _                             | _                             | _                             | _                             | _                             | 74                            | _                             |                                                                                      | Translation                     |
| 2020                                                                                  | "Vida Loca" (com Nicky Jam e Tyga)               | _                             | _                             | _                             | _                             | _                             | _                             | _                             | _                             | _                             | _                             |                                                                                      | Translation                     |
| 2020                                                                                  | "Girl like Me" (com Shakira)                     | 67                            | _                             | _                             | 59                            | _                             | 89                            | _                             | _                             | 58                            | _                             | - : PMB: 2× Platina                                                                  | Translation                     |
| "—" denota um lançamento que não entrou nas tabelas ou não foi lançado no território. |                                                  |                               |                               |                               |                               |                               |                               |                               |                               |                               |                               |                                                                                      |                                 |

### Como banda convidada
| Ano  | Canção                                                                 | Melhores posições nas tabelas | Melhores posições nas tabelas | Melhores posições nas tabelas | Melhores posições nas tabelas | Melhores posições nas tabelas | Melhores posições nas tabelas | Melhores posições nas tabelas | Álbum    |
| Ano  | Canção                                                                 | AUT                           | FRA                           | ALE                           | IRL                           | HOL                           | SUI                           | ING                           | Álbum    |
| ---- | ---------------------------------------------------------------------- | ----------------------------- | ----------------------------- | ----------------------------- | ----------------------------- | ----------------------------- | ----------------------------- | ----------------------------- | -------- |
| 2006 | "Mas Que Nada" (Sérgio Mendes com participação de The Black Eyed Peas) | 8                             | 40                            | 14                            | 9                             | 1                             | 4                             | 6                             | Timeless |

### Singlespromocionais
| Ano                                                                                   | Canção               | Melhores posições nas tabelas | Melhores posições nas tabelas | Álbum         |
| Ano                                                                                   | Canção               | CAN                           | ING                           | Álbum         |
| ------------------------------------------------------------------------------------- | -------------------- | ----------------------------- | ----------------------------- | ------------- |
| 2009                                                                                  | "Alive"              | 62                            | 88                            | The E.N.D.    |
| 2010                                                                                  | "Missing You"        | —                             | —                             | The E.N.D.    |
| 2010                                                                                  | "Do It Like This"    | —                             | —                             | The Beginning |
| 2010                                                                                  | "Light Up the Night" | 99                            | —                             | The Beginning |
| "—" denota um lançamento que não entrou nas tabelas ou não foi lançado no território. |                      |                               |                               |               |

### Outras canções que entraram nas tabelas
| Ano                                                                                   | Canção               | Melhores posições nas tabelas | Melhores posições nas tabelas | Melhores posições nas tabelas | Melhores posições nas tabelas | Álbum         |
| Ano                                                                                   | Canção               | AUS                           | ING Dance                     | CAN                           | FRA                           | Álbum         |
| ------------------------------------------------------------------------------------- | -------------------- | ----------------------------- | ----------------------------- | ----------------------------- | ----------------------------- | ------------- |
| 2009                                                                                  | "Showdown"           | 66                            | —                             | —                             | —                             | The E.N.D.    |
| 2010                                                                                  | "Love You Long Time" | —                             | 36                            | —                             | —                             | The Beginning |
| 2011                                                                                  | "Someday"            | —                             | —                             | 80                            | —                             | The Beginning |
| 2011                                                                                  | "Whenever"           | —                             | —                             | —                             | 22                            | The Beginning |
| "—" denota um lançamento que não entrou nas tabelas ou não foi lançado no território. |                      |                               |                               |                               |                               |               |

## Bandas sonoras
| Ano  | Canção             | Artista(s)                           | Álbum                            |
| ---- | ------------------ | ------------------------------------ | -------------------------------- |
| 2000 | "Complete Beloved" | The Black Eyed Peas                  | Love & Basketball                |
| 2001 | "I Want Cha"       | The Black Eyed Peas                  | Scary Movie                      |
| 2001 | "Magic"            | The Black Eyed Peas com Terry Dexter | Legally Blonde                   |
| 2004 | "For The People"   | The Black Eyed Peas                  | Yu-Gi-Oh! The Movie              |
| 2007 | "Express Yourself" | The Black Eyed Peas                  | Bratz: Motion Picture Soundtrack |
| 2010 | "Someday"          | The Black Eyed Peas                  | Knight and Day                   |

## Videografia

### Álbuns de Vídeo
| Ano  | Detalhes do álbum                                                                                             | Certificações (limiares de vendas) |
| ---- | --- | ---------------------------------- |
| 2004 | Behind the Bridge to Elephunk - Lançamento: 31 de maio de 2004 - Gravadora: Interscope Records - Formato: DVD | - : Ouro                           |
| 2006 | Live from Sydney to Vegas - Lançamento: 4 de dezembro de 2006 - Gravadora: A&M Records - Formato: DVD         | - : Platina                        |

### Vídeos musicais
| Ano  | Canção                              | Diretor(es)                              |
| ---- | ----------------------------------- | ---------------------------------------- |
| 1998 | "Fallin' Up"                        | Brian Beletic                            |
| 1998 | "Karma"                             | Brian Beletic                            |
| 1998 | "Joints & Jams"                     | Brian Beletic                            |
| 1999 | "What It Is"                        | Brian Beletic                            |
| 1999 | "Head Bobs"                         | Brian Beletic                            |
| 2000 | "BEP Empire"                        | Brian Beletic                            |
| 2000 | "Weekends"                          | Brian Beletic                            |
| 2001 | "Request + Line"                    | Joseph Kahn                              |
| 2001 | "Get Original"                      | Anthony Mandler                          |
| 2003 | "Where Is The Love?"                | will.i.am                                |
| 2003 | "Shut Up"                           | The Malloys                              |
| 2004 | "Hey Mama"                          | Emily Robinson                           |
| 2004 | "Let's Get It Started"              | Francis Lawrence                         |
| 2004 | "The Apl Song"                      | Patricio Ginelsa                         |
| 2005 | "Don't Phunk With My Heart"         | The Malloys                              |
| 2005 | "Don't Lie"                         | The Saline Project                       |
| 2005 | "My Humps"                          | Fatima Robinson & Malik Sayeed           |
| 2005 | "Like That"                         | Syndrome/Nabil Elderkin                  |
| 2006 | "Pump It"                           | Francis Lawrence                         |
| 2006 | "Bebot"                             | Patricio Ginelsa                         |
| 2006 | "Union"                             |                                          |
| 2006 | "Mas Que Nada"                      | Syndrome/Nabil Elderkin                  |
| 2009 | "Boom Boom Pow"                     | Mat Cullen & Mark Kudsi                  |
| 2009 | "I Gotta Feeling"                   | Ben Mor                                  |
| 2009 | "Meet Me Halfway"                   | Ben Mor                                  |
| 2010 | "Imma Be Rocking That Body"         | Rich Lee                                 |
| 2010 | "The Time (Dirty Bit)"              | Rich Lee                                 |
| 2011 | "Just Can't Get Enough"             | Ben Mor                                  |
| 2011 | "Don't Stop the Party"              | Ben Mor                                  |
| 2011 | "Xoxoxo"                            | Ben Mor                                  |
| 2015 | "Yesterday"                         | Pasha Shapiro & Alissa Torvinen          |
| 2018 | "Street Livin'"                     | Pasha Shapiro                            |
| 2018 | "Ring The Alarm pt.1, pt.2, pt.3"   | Mazik Self                               |
| 2018 | "Get It"                            | Ben Mor                                  |
| 2018 | "Big Love"                          | will.i.am                                |
| 2018 | "Dopeness"                          |                                          |
| 2018 | "New Wave"                          | Shadae Lamar Smith                       |
| 2018 | "Back 2 Hiphop"                     | Pasha Shapiro                            |
| 2019 | "Vibrations pt.1 pt.2"              |                                          |
| 2019 | "4Ever"                             | NOMSG                                    |
| 2019 | "Get Ready"                         | NOMSG                                    |
| 2019 | "Be Nice"                           | NOMSG                                    |
| 2019 | "eXplosion"                         | will.i.am, Pasha Shapiro and Ernst Weber |
| 2019 | "RITMO (Bad Boys for Life)"         |                                          |
| 2019 | "RITMO (Bad Boys for Life)" (Remix) |                                          |
| 2020 | "Mamacita"                          | Julien Christian                         |
| 2020 | "NO NAÑANA"                         | will.i.am & Sterling Hampton             |
| 2020 | "Feel The Beat"                     |                                          |
| 2020 | "Vida Loca"                         | Ben Mor                                  |
| 2020 | “Shake Ya Boom Boom”                | NOMSG                                    |
| 2020 | "Girl Like Me"                      |                                          |